# 會佐
會佐是基督教浸信會的一個終身職份。「會」即教會，「佐」即輔佐，故會佐相當於其他教會執事的職份。過去曾有人建議用「會役」、「會吏」為名稱。
會佐的設立，乃根據聖經馬可福音十章四十四節：「在你們中間誰願為首，就必作眾人的僕人。因為人子來，並不是要受人服事，乃是要服事人。」是一個「非以役人，乃役於人」的職份，擔當著領導教會、服侍信徒、輔佐教會牧者事務的職責。
現時設有會佐制度的浸信會教會只有三間，分別為：香港浸信教會、九龍城潮語浸信會及澳門浸信教會。